# Jens Naessens
Jens Naessens (Deinze, 1 de abril de 1991) es un futbolista belga que juega de delantero en el Lierse Kempenzonen de la Segunda División de Bélgica.

## Carrera
Naessens comenzó su carrera como futbolista en el equipo de su ciudad natal, para después pasar por las canteras del Mouscron y del Brujas. En 2006 fichó por el SV Zulte Waregem, donde hasta 2010 jugó en el filial.
Naessens jugó en el club belga entre 2010 y 2014, jugando su mejor temporada en la 2012-13, en la que jugó 34 partidos de liga y marcó 6 goles ayudando a lograr al SV Zulte Waregem el subcampeonato de la Jupiler Pro League por primera vez en su historia.
En la siguiente temporada disputó la previa de la Liga de Campeones, quedando a un paso de la fase de grupos tras caer derrotado su equipo ante el PSV por (5-0) en el global de la eliminatoria. El equipo belga accedió así a la Liga Europa 2013-14. Naessens debutó el 19 de septiembre de 2013 en la competición en un partido que quedó (0-0) contra el Wigan Athletic inglés. El Zulte quedó eliminado en la fase de grupos de la competición.
Tras esta temporada se marchó al RKV Malinas en el que jugó 2 temporadas. Jugó 40 partidos y marcó 4 goles en este club. También durante su paso por este club estuvo cedido en el Royal Antwerp Football Club donde apenas jugó. Debido a sus pocos minutos en este último club, decidió regresar al SV Zulte Waregem en verano de 2016.
En 2017 fichó por el KVC Westerlo, equipo recién descendido a la Segunda División de Bélgica. Tras quedar libre al finalizar su contrato, en agosto de 2019 firmó con el KSV Roeselare por una temporada. Después decidió probar suerte en el fútbol italiano al firmar con el Calcio Foggia 1920 en octubre de 2020. Esta etapa duró dos meses, y en mayo de 2021 se comprometió por un año, con opción a otro, con el Lierse Kempenzonen.

## Clubes
| Club                         | País    | Año       |
| ---------------------------- | ------- | --------- |
| S. V. Zulte Waregem          | Bélgica | 2010-2014 |
| R. K. V. Malinas             | Bélgica | 2014-2016 |
| Royal Antwerp F. C. (cedido) | Bélgica | 2016      |
| S. V. Zulte Waregem          | Bélgica | 2016-2017 |
| K. V. C. Westerlo            | Bélgica | 2017-2019 |
| K. S. V. Roeselare           | Bélgica | 2019-2020 |
| Calcio Foggia 1920           | Italia  | 2020      |
| Lierse Kempenzonen           | Bélgica | 2021-     |